# Zeche Neu-Hattingen
Die Zeche Neu-Hattingen ist ein ehemaliges Steinkohlenbergwerk in Hattingen, es befand sich nordöstlich vom Stadtzentrum. Das Bergwerk war auch unter dem Namen Zeche Neue Hattingen in Betrieb. Das Bergwerk gehörte zum Bergrevier Dahlhausen.

## Bergwerksgeschichte
Im Jahr 1780 wurde die Mutung für den Abbau in einem stillgelegten Stollen eingelegt. In dem Stollen war mehrere Jahre vor der Mutung bereits abgebaut worden, später war der Stollen wieder stillgelegt worden und verfiel. Nach der Mutung wurde der Stollen aufgewältigt. Nach 44 Metern in querschlägiger Richtung wurde ein Flöz angefahren. Anschließend wurde der Stollen weiter in südlicher Richtung aufgefahren. Geplant war, den Stollen auf eine Länge von 1255 Metern aufzufahren. Im Jahr 1781 wurde die erste Verleihung getätigt. Der Stollen wurde weiter in südlicher Richtung aufgefahren. In diesem Jahr wurde bereits geringfügig Abbau betrieben. Ab dem Jahr 1782 war das Bergwerk nachweislich in Betrieb. Im Jahr 1839 umfasste die Berechtsame ein Längenfeld. Im Jahr 1848 konsolidierte die Zeche Neu-Hattingen mit dem gemuteten Feld Werner. Am 9. Oktober des Jahres 1849 wurde das Längenfeld Neu-Hattingen verliehen. Ab dem 4. Quartal des Jahres 1861 war das Bergwerk außer Betrieb. Im Jahr 1865 wurde das Bergwerk wieder in Betrieb genommen. Über das Flöz No. 9 wollte man die Gewinnung eines Spateisensteinflözes durch die Zeche Stolberg I. unterstützen. Im Jahr 1867 wurden 143 Tonnen Steinkohle gefördert. Im Jahr 1869 war ein Schacht in Betrieb. Im Jahr 1870 wurden zunächst noch mit sieben Bergleuten 34 Tonnen Steinkohle gefördert, im Laufe des Jahres wurde die Zeche Neu-Hattingen dann stillgelegt. Im Jahr 1910 wurde die Berechtsame vom Carl Friedrich’s Erbstollen übernommen.